# HMAS Yarra (1935)
HMAS Yarra – australijski slup wojenny (eskortowiec) zmodyfikowanego typu Grimsby z okresu II wojny światowej, służący w Royal Australian Navy w latach 1936-1942. Nosił numer taktyczny U77. Służył przede wszystkim na Bliskim Wschodzie i na wodach południowo-wschodniej Azji, gdzie został zatopiony przez japońskie okręty 4 marca 1942.

## Historia

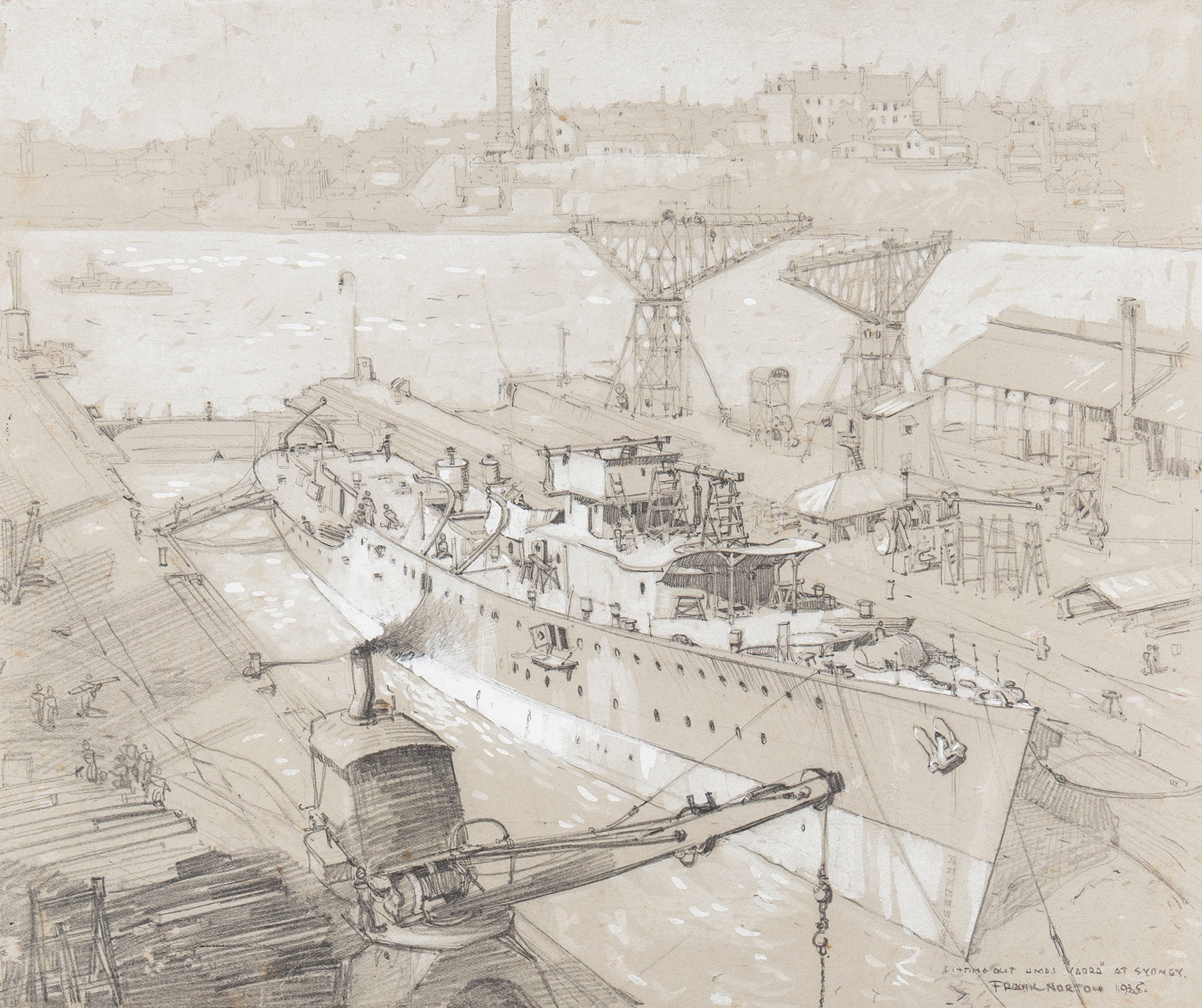
Fitting Out H.M.A.S. Yarra at Sydney (1935) – Frank Norton

„Yarra” był pierwszym z serii czterech slupów – uniwersalnych okrętów eskortowych, zbudowanych w Australii, należących do zmodyfikowanego brytyjskiego typu Grimsby (nieco powiększonego). Od jego nazwy serię australijskich zmodyfikowanych okrętów określa się też jako typ Yarra. Stępkę pod budowę okrętu położono w stoczni Cockatoo Island Dockyard w Sydney 28 maja 1934, kadłub wodowano 28 marca 1935. Był on drugim okrętem australijskim o tej nazwie, pochodzącej od rzeki Yarra. Wszedł do służby 21 stycznia 1936.

## Służba
Po wybuchu II wojny światowej w Europie we wrześniu 1939, „Yarra” został wyposażony do roli trałowca i wszedł w skład nowo sformowanej 20 Flotylli Trałowej (w składzie HMAS „Swan”, „Yarra”, „Doomba” i „Orara”). Pełnił początkowo służbę trałową i patrolową na wodach Australii.

### Bliski Wschód 1940-1941
28 sierpnia 1940 „Yarra” został wysłany w skład brytyjskich sił na Morzu Czerwonym, patrolując i eskortując tam konwoje. W nocy na 21 października, w osłonie konwoju BN.7, wraz z krążownikiem HMNZS „Leander”, niszczycielem HMS „Kimberley” i slupami HMS „Auckland” i „Indus” odparł atak włoskich niszczycieli „Manin”, „Sauro”, „Battisti” i „Nullo” koło Massawy. „Yarra” uniknął przy tym trafienia włoską torpedą. Starcie zakończyło się pościgiem i uszkodzeniem przez „Kimberley” i „Yarrę” niszczyciela „Francesco Nullo”, który wyrzucił się na brzeg koło Massawy i został zniszczony. Na przełomie marca i kwietnia 1941 „Yarra” był dokowany w Bombaju.
Okręt wziął udział w krótkiej wojnie aliantów z Irakiem, gdzie doszedł do władzy proniemiecki rząd. „Yarra” eskortował od połowy kwietnia 1941 dwa konwoje z wojskiem z Karaczi do Basry w Iraku. Po rozpoczęciu działań w maju patrolował na rzece Szatt al-Arab oraz ubezpieczał most nad rzeką Qarmat Ali. 24 maja „Yarra” wspierał desant i rajd oddziałów hinduskich na prawym brzegu Szatt al-Arab (wystrzelił wtedy 43 pociski głównego kalibru).
„Yarra” wziął następnie udział w brytyjsko-radzieckiej interwencji w Iranie, dokonując przed świtem 25 sierpnia 1941 wraz ze slupem HMS „Falmouth” ataku na główną irańską bazę marynarki Chorramszahr, na rzece Karun. Po rozpoczęciu ataku sił lądowych, „Yarra” zatopił tam z zaskoczenia ok. 4.20 irańską flagową kanonierkę „Babr”, która nie ostrzeliwała się. Ostrzelał następnie punkty oporu na brzegu z broni maszynowej i zdobył dwie małe kanonierki „Charogh” i „Simorgh”, które po krótkim oporze się poddały, po czym wysadził wraz z „Falmouth” niewielki desant, opanowując bazę. 28 sierpnia zdobył pod Bandar Abbas w cieśninie Ormuz porzucony i podpalony włoski parowiec „Hilda” (4901 BRT) i w ciągu następnych dni, po ugaszeniu na nim pożaru, odholował do zatoki Chahbar koło granicy z Indiami. 9 września „Yarra” odholował z tej zatoki do Karaczi włoski statek „Barbara”, przyholowany tam przez HMS „Snapdragon”, po czym udał się na remont w Bombaju. Dowódca „Yarry” komandor por. Hastings Harrington został za działania w Iranie odznaczony Distinguished Service Order.

### Morze Śródziemne 1941
Od połowy listopada „Yarra” działał wraz z bliźniaczym „Parramatta” na Morzu Śródziemnym, stacjonując w Aleksandrii. Osłaniał tam konwoje do oblężonego Tobruku, walcząc z niemieckim lotnictwem. 7 grudnia został lekko uszkodzony bliskimi wybuchami bomb, po czym doholował do Tobruku uszkodzony slup HMS „Flamingo”. Następnie, z powodu wybuchu wojny z Japonią na Pacyfiku, w połowie grudnia 1941 „Yarra” został skierowany do Batawii w Holenderskich Indiach Wschodnich.

### Azja Południowo-wschodnia 1942
„Yarra” przybył do Batawii 11 stycznia 1942, po czym pełnił tam służbę eskortową, głównie między cieśniną Sunda a Singapurem, w składzie brytyjskiej Eskadry Dalekiego Wschodu (Far Eastern Squadron). 5 lutego konwój BM.12 przybywający w dzień do Singapuru padł ofiarą ataków lotnictwa japońskiego i „Yarra” uratował aż 1804 ludzi z płonącego statku „Empress of Asia”.
Między 8 a 10 lutego „Yarra” holował ewakuowany z Singapuru naprawiany niszczyciel HMAS „Vendetta” między Palembang a Batawią. Między 17 a 24 lutego „Yarra” eskortował konwój SJ.3 oraz holowany dalej niszczyciel „Vendetta” („Yarrę” zastąpił następnie krążownik „Adelaide”). 11 lutego nastąpiła zmiana dowódcy na kmdra por. Roberta Rankina. Okręt następnie kontynuował służbę eskortową na wodach Indonezji.
28 lutego, podczas ewakuacji Batawii, „Yarra” i indyjski slup „Jumna” wypłynęły z konwojem jednostek pomocniczych (okręt-baza „Anking”, tankowiec „Francol” i mały trałowiec MMS.51) do Tjilatjap. Po dopłynięciu, 2 marca „Yarra” został jednak skierowany z konwojem dalej do Fremantle. Po drodze, 3 marca odnalazła rozbitków z zatopionego holenderskiego statku „Parigi”. Rano 4 marca, 300 mil morskich na południe od Jawy, konwój został przechwycony przez silny zespół japoński, w składzie krążowników ciężkich „Atago”, „Takao” i „Maya” i niszczycieli „Arashi” i „Nowaki”. „Yarra” próbował osłonić konwój i podjął walkę, bez szans na powodzenie, lecz Japończycy szybko zatopili wszystkie trzy jednostki konwoju ogniem z dział. Jako ostatni zatonął „Yarra”.
Jedynie 13 ludzi z załogi „Yarry” odnalazł na tratwie dopiero 9 marca holenderski okręt podwodny K-XI. Ze 151 członków załogi zginęło 138, w tym wszyscy oficerowie, a także rozbitkowie z „Parigi”, z tego 20 osób załogi i kapitan „Parigi” zginęli już na tratwie (z pozostałych jednostek, Japończycy podjęli po walce tylko jedną szalupę z „Francol”, 57 ludzi z „Anking” uratował 4 marca holenderski statek „Tawali”, a 14 rozbitków z „MMS.51” – holenderski statek „Tjimanoek” 7 marca).

## Uzbrojenie
- 3 działa uniwersalne 102 mm Mk V na odkrytych stanowiskach (3xI)
- 4 wielkokalibrowe karabiny maszynowe 12,7 mm Vickers przeciwlotnicze (1xIV)
- 2 miotacze i zrzutnia bomb głębinowych, 15 bomb (później zwiększone do 40 bomb)
- trał